# Long Hòa (Bình Dương)
Long Hòa is een xã in huyện Dầu Tiếng, een district in de Vietnamese provincie Bình Dương.
Long Hòa ligt in het oosten van het district, ongeveer vijftien kilometer ten oosten van thị trấn Dầu Tiếng, de hoofdplaats van Dầu Tiếng. In het oosten grenst het aan het district Bến Cát.